# Clásico del Litoral
Se denomina "Clásico del Litoral" también llamado "Clásico del Litoral histórico", o bien "Clásico del Puente General Belgrano" al partido que disputan el Club Atlético Chaco For Ever y el Club Deportivo Mandiyú. Lleva el nombre "del Litoral" por ser protagonizado por dos de los equipos más populares de la Región del Litoral argentino.
Este partido se da en el contexto de una vieja rivalidad folklórica entre las sociedades chaqueña y correntina, la cual se acrecentó con la construcción del Puente General Belgrano que terminó de integrar a las ciudades de Resistencia y Corrientes. Si bien, el término Clásico del Litoral es tomado para definir a la tetralogía de clásicos que involucra a los principales clubes de Chaco (For Ever y Sarmiento) con los de Corrientes (Boca Unidos y Mandiyú), fueron For Ever y Mandiyú los que tuvieron la posibilidad de llevar su enfrentamiento a las principales categorías de ascenso de la Asociación del Fútbol Argentino, como así también a la Primera División de Argentina, por tal motivo, este cruce es considerado como el Clásico del Litoral histórico, diferenciándose de los demás enfrentamientos.
La histórica rivalidad entre Mandiyú y Chaco For Ever hace que en cada encuentro de estos equipos se prevea un operativo de seguridad especial, incluyendo el acompañamiento de los micros que trasladan a las parcialidades visitantes, cada vez que cruzan a uno u otro lado del puente. El nivel de intensidad en los partidos entre For Ever y Mandiyú es tal, que en más de una oportunidad se desencadenaron episodios de violencia entre las parcialidades, incluyendo enfrentamientos directos, robos de banderas y también disputas con la policía.

## Historial
Para confeccionar esta tabla se toman en cuenta todos los partidos oficiales reconocidos por AFA. Se tiene en cuenta los partidos contra Deportivo Mandiyú, y no contra Textil Mandiyú.
| Enfrentamientos           | P.J. | Ganó CACHFE | P.E. | Ganó CDM |
| ------------------------- | ---- | ----------- | ---- | -------- |
| Enfrentamientos Oficiales | 29   | 9           | 7    | 13       |

## Hinchadas
Al ser los clubes más importantes y populares de sus respectivas Provincias, la rivalidad entre ambas hinchadas son acérrimas generando en muchas ocasiones episodios de violencia entre parcialidades e incluso con la Policía.
Ambas parcialidades e incluso jugadores manifiestan que este clásico se juega: "con el corazón, dejando todo en la cancha, con mucho diente apretado y sin regalar nada".

## Actualidad
Debido a las diferentes crisis que tuvo que pasar Mandiyú, desde volver a jugar en la Liga Correntina, hasta una separación del club siendo fundado el Club Social y Deportivo Textil Mandiyú, pasaron años sin enfrentarse. Y teniendo For Ever que cruzarse con Textil Mandiyú en más de una ocasión en el Torneo Argentino B. 
Aunque la hinchada del "Negro" consideraba a Deportivo Mandiyú como su principal rival, los enfrentamientos con Textil Mandiyú tenían la misma tensión e intensidad que con Deportivo.
En 2017 se volvieron a enfrentar luego de 5 años, tras el ascenso de Mandiyú al Torneo Federal A en el 2016, For Ever ya había ascendido en 2013.
En 2018 el "Albo" no pudo mantener la categoría y descendió al Torneo Regional Federal Amateur. Con el consumado descenso del equipo correntino, hasta la actualidad no se han vuelto a enfrentar y con el ascenso de For Ever a la Primera Nacional en 2021 no se volverán a ver por un tiempo.

## Otras rivalidades entre equipos de Chaco y Corrientes
- Clásico aurirrojo:  Sarmiento -  Boca Unidos
- For Ever -  Boca Unidos
- Sarmiento -  Mandiyú